# Échiquier des Almoravides
Melanargia ines
Pour les articles homonymes, voir Échiquier (papillon).
Espèce
L'Échiquier des Almoravides (Melanargia ines) est une espèce d'insectes lépidoptères (papillons) appartenant à la famille des Nymphalidae, à la sous-famille des Satyrinae et au genre Melanargia.

## Dénomination
Melanargia galathea a été nommé par Johann Centurius von Hoffmannseggen 1804.

### Noms vernaculaires
L'Échiquier des Almoravides se nomme Spanish Marbled White en anglais et  Medioluto Inés  en espagnol.

### Sous-espèces
- Melanargia ines ines qui présente différentes formes :
  - Melanargia ines f. hannibal Stauder, 1913 ; en Algérie à Biskra, El Kantara et Constantine.
  - Melanargia ines var. fathme Wagner, 1913 ; en Tunisie.
  - Melanargia ines ab. completa Oberthür, 1915 ; en Algérie à Beni-Ounif.
  - Melanargia ines f. minima Houlbert, 1923 ; en Espagne
  - Melanargia ines f. semi-reducta Houlbert, 1923 ;  en Algérie et Tunisie[1]..
- Melanargia ines arahoui Tarrier, 1995 ; à Tizi-n-Taghatine au Maroc.
- Melanargia ines colossea Rothschild, 1917  au Maroc à Rabat.
- Melanargia ines henrike Eitschberger, 1972 ; à Algeciras en Espagne.
- Melanargia ines jahandiezi Oberthür, 1922 ; dans le Vallée de la Reraya au Maroc[2].

## Description
C'est un papillon de taille moyenne qui présente aux antérieures un damier noir et blanc et un ocelle à l'apex et aux postérieures uniquement les dessins des contours de damier et une ligne d'ocelles.
Le revers dessine en noir les limites des damiers et les ocelles de l'apex des antérieures et les ocelles en ligne aux postérieures sont bien visible de couleur ocre pupillé de bleu clair et cerclé de deux lignes blanche doublée de noir.

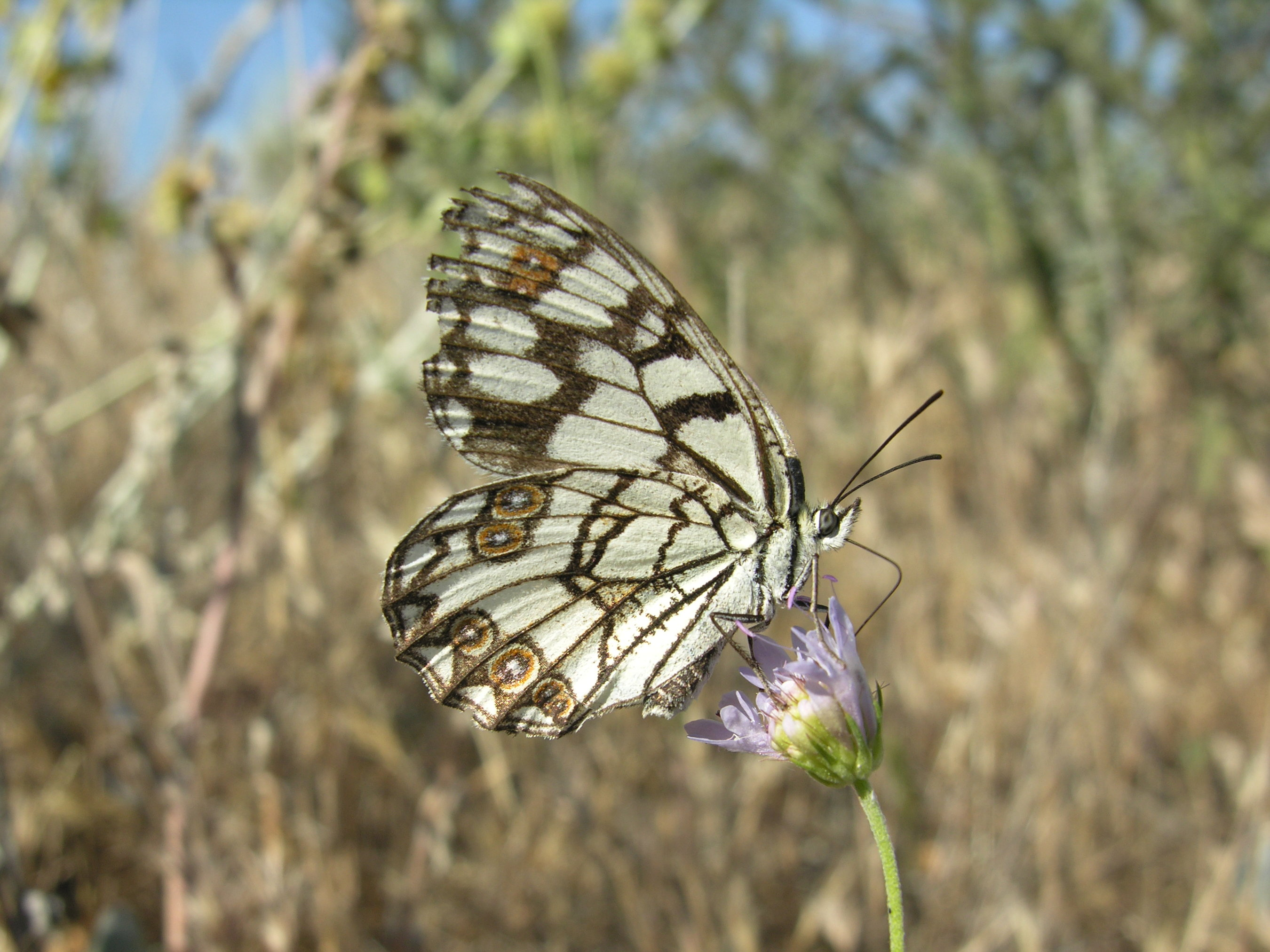
revers

## Biologie

### Période de vol et hivernation
La période de vol s'étend de fin mars à fin juin en une seule génération.

### Plantes hôtes
La chenille se nourrit de graminées, en particulier Brachypodium pinnatum,.

## Écologie et distribution
L'Échiquier des Almoravides est présent en Afrique-du-Nord, Maroc, Algérie, Tunisie et Libye et dans tout le Portugal et l'Espagne (sauf la zone la plus au nord) .

### Biotope
Il réside dans des lieux herbus secs.

### Protection

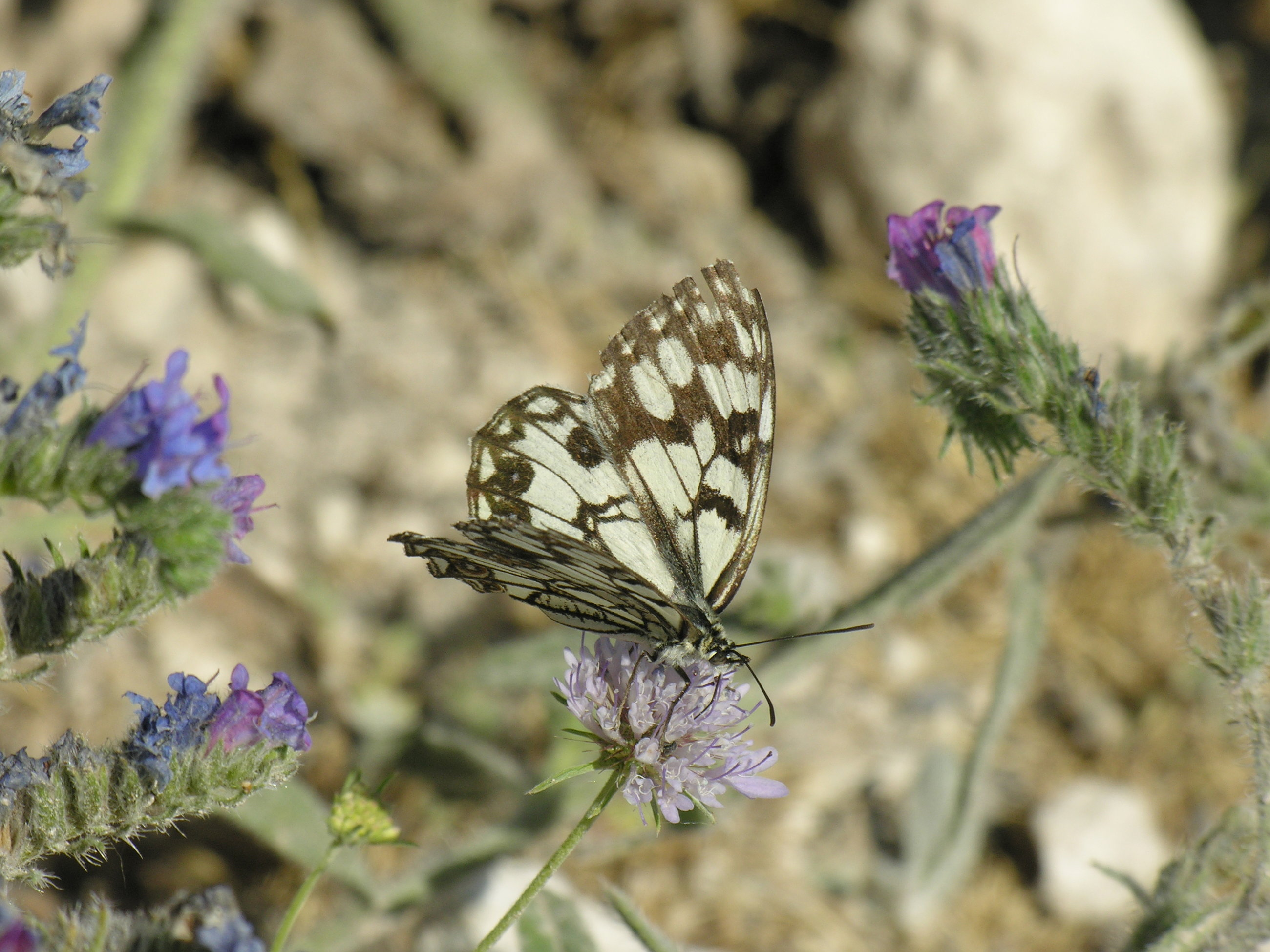
Échiquier des Almoravides.

Il est peu menacé au Maroc.

## Espèces ressemblantes en Europe occidentale et au Maghreb
- Melanargia arge - Échiquier d'Italie, en Italie.
- Melanargia galathea - Demi-deuil
- Melanargia lachesis - Échiquier ibérique.
- Melanargia larissa - Échiquier des Balkans.
- Melanargia occitanica - Échiquier d'Occitanie, dans le sud-ouest de l'Europe, en Afrique du Nord et en Sicile.
- Melanargia pherusa - Échiquier de Sicile, en Sicile.
- Melanargia russiae - Échiquier de Russie, présent du sud de l'Europe au centre de l'Asie.

## Liens taxonomiques
- (en) Tree of Life Web Project : Melanargia ines
- (en) Catalogue of Life : Melanargia ines Hoffmannsegg, 1804 (consulté le 16 décembre 2020)
- (en) Fauna Europaea : Melanargia ines (Hoffmansegg, 1804) (consulté le 21 mars 2023)